# Cyrtandra subgrandis
Cyrtandra subgrandis är en tvåhjärtbladig växtart som beskrevs av Brian Laurence Burtt. Cyrtandra subgrandis ingår i släktet Cyrtandra och familjen Gesneriaceae. Inga underarter finns listade i Catalogue of Life.